# Harrimanella hypnoides
Harrimanella hypnoides — вид карликових чагарників родини вересові (Ericaceae), поширений у північних частинах Північної Америки та Євразії. Етимологія: з грецької hypnos — «мох», -oides — «-подібний».

## Опис
Багаторічні карликові чагарники заввишки 5–10 см з широко розгалуженими кореневищами й укоріненими надземними пагонами, утворюючи килимки з розпростертих стебел. Повітряні гілки вузькі, бл. 2 мм шириною, густо вкриті голчастим мохоподібним листям (що дало назву виду). Листки чергові, вічнозелені, зберігаються на пагонах протягом 4-х років або більше, 1.5–2 × 0.2–0.4 мм, з цілими краями, верхівки гострі. Квітки поодинокі. Квітка: віночок білий, часто червоно-лопатеві, 4–5 мм довжиною; чашолистків 5, червоні; тичинок 10. Плоди — однокамерні капсули з численним насінням. Капсули прямостійні, майже кулясті, 1.5–3 × 1.5–3 мм, відкриваються 5 клапанами. Насіння дрібне (близько 0.5 мм), світло-коричневе. 2n = 32, 48.

## Відтворення
Цвітіння відбувається в липні й серпні. Відбувається розмноження насінням й локальне вегетативне розмноження укоріненням пагонів (в межах менше ніж 1 м²). Квіти чітко пристосовані до запилення комахами. Насіння дуже дрібне й легке і розноситься вітром.

## Поширення
Північна Америка (Гренландія, пн.-сх. США, пн. і сх. Канада); північна Європа (Фінляндія, Ісландія, Норвегія (вкл. Шпіцберген), Швеція, Росія); пн.-зх. Сибір. Також культивується.
Населяє вологі укриття в тундрі, снігові западини на сопках, береги струмків.

## Галерея

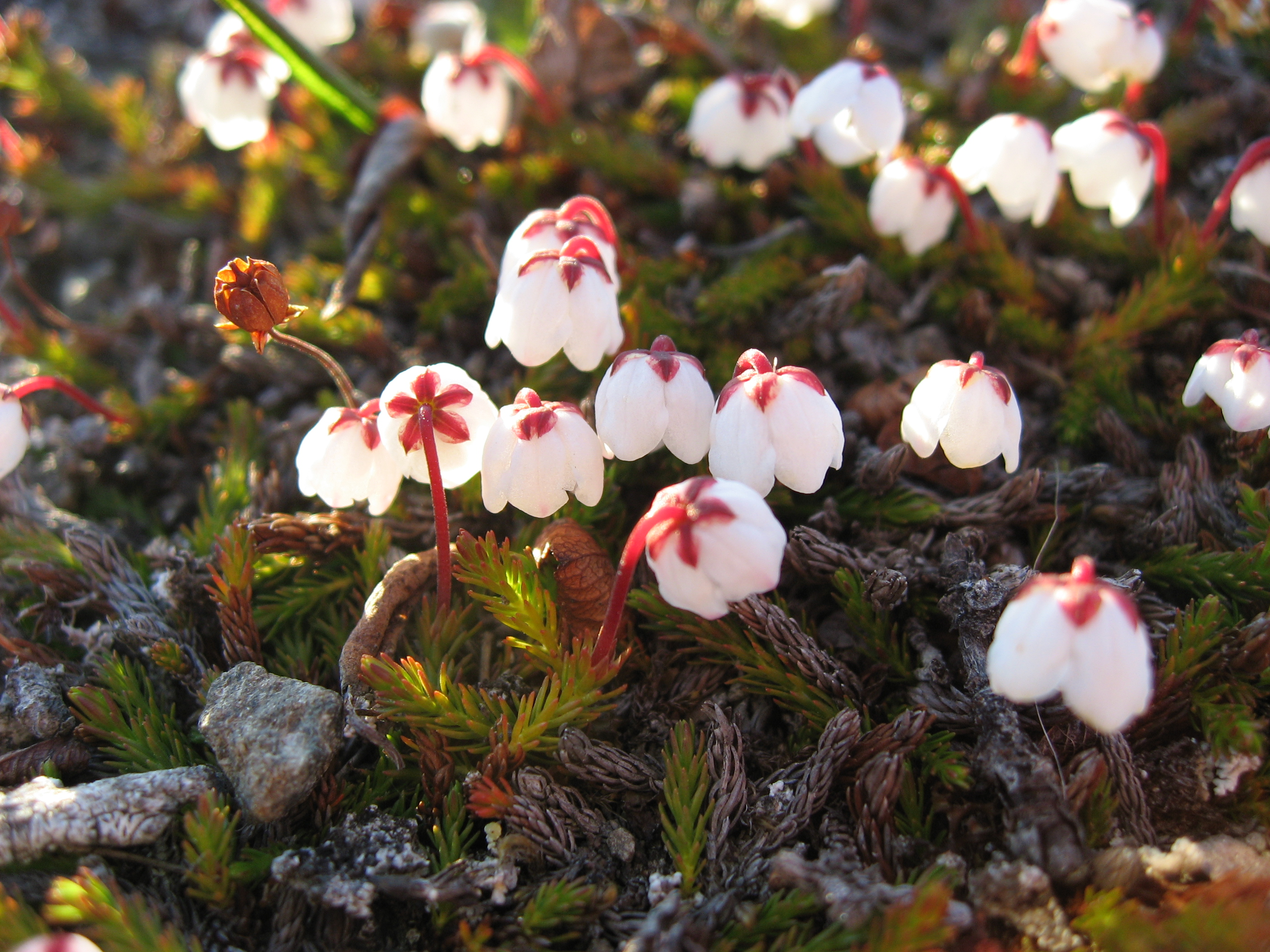